# Samalizumab
Il samalizumab, prodotto dalla Alexion Pharmaceuticals, è un anticorpo monoclonale umanizzato progettato per il trattamento di alcuni tipi di neoplasia.